# 9898 Yoshiro
9898 Yoshiro è un asteroide della fascia principale. Scoperto nel 1996, presenta un'orbita caratterizzata da un semiasse maggiore pari a 2,3690005 au e da un'eccentricità di 0,0677463, inclinata di 5,92193° rispetto all'eclittica.
L'asteroide è dedicato al divulgatore scientifico giapponese Yoshiro Yamada.